# 巴尔特·德韦弗
巴尔特·阿尔贝特·利利亚纳·德韦弗（荷蘭語：Bart Albert Liliane De Wever，發音：[ˈbɑrt də ˈʋeːvər]；1970年12月21日—），比利时政治人物，新弗拉芒聯盟党员，自2025年2月3日起担任比利时首相。此外，其于2004年—2025年担任新弗拉芒联盟领导人，2013年1月—2025年2月担任安特卫普市长，还曾担任比利时参议员、众议员和弗拉芒议会议员。